# 史瓦帝尼參議院
斯威士兰实行两院制，史瓦帝尼參議院是該國國會的上議院。參議院可就法案進行辯論，並決定其通過與否，惟金融法令則須先於眾議院（下議院）提交。

## 構成
《史瓦帝尼憲法》規定參議院至多可有31名議員，而目前參議院共有30名議員。30名議員中，其中20人由史瓦帝尼國王委任，其餘10人由眾議院選出。20個委任議席與10個眾議院推選議席中分別有至少8席與5席須為女性。然而，根據各国议会联盟的資料庫，史瓦帝尼於2008年僅有12名女性參議員，低於法定最低女性參議員數量（13席），而於2013年，女性參議員更只有10個。

## 選舉
參議院的眾議院推選議席以秘密投票方式進行，採領先者當選制。所有參議員的任期為5年。參議員須為年滿18歲的史瓦帝尼公民，且已登記為選民，並已繳清稅款或「作出令稅務專員滿意的安排」。參議員如為在任何地方屬无力偿付（破產）狀態且未獲解除破產者、精神不健全者、在史瓦帝尼犯罪並被判處死刑或多於6個月監禁者、未獲准離職以出任參議員的史瓦帝尼軍人在公職人員、無選民資格者、依法遭剝奪選民資格者、無能力擔任公職者、與有與政府簽訂合約的公司有關聯且未就相關合約進行適當申報者，或擔任或署任與進行任何選舉的或編訂任何選民登記冊有關的任何職位者，其議席將喪失。
國會於2005年7月通過新憲法，並獲國王姆斯瓦蒂三世簽署通過。新憲法施行後的首次選舉於2008年進行。在2013年的參議院選舉中，蓋拉內·茲瓦內（Gelane Zwane）在無競爭下自動當選為參議院議長，開展其第三個連續任期。恩戈穆亞約納·加梅澤（Ngomuyayona Gamedze）獲選為副議長，並同樣開展其第三個連續任期。參議院的其中6個委任議席由王室成員出任。
2013年的一段時間後，參議院禁止國會議員在任時離婚，“以免令國王蒙羞”。

## 外部連結
- 官方网站